# Ozimek (stacja kolejowa)
Ozimek – stacja kolejowa w Ozimku, w województwie opolskim, w Polsce. Według klasyfikacji PKP ma kategorię dworca lokalnego. 

## Ruch pasażerski
| Rok  | Wymiana pasażerska na dobę |
| ---- | -------------------------- |
| 2017 | 100-149                    |
| 2022 | 200-299                    |

## Połączenia
- Fosowskie
- Kolonowskie
- Lubliniec
- Opole Główne
- Zawadzkie